# Fishers Island
Fishers Island – jednostka osadnicza w Stanach Zjednoczonych, w stanie Nowy Jork, w hrabstwie Suffolk, na Oceanie Atlantyckim.